# 하나야마촌
하나야마촌(花山村)은 미야기현 구리하라군에 설치되었던 촌이다. 현재의 구리하라시에 해당한다.